# Eilema depressa
Eilema depressa är en fjärilsart som beskrevs av Eugen Johann Christoph Esper 1786. Eilema depressa ingår i släktet Eilema och familjen björnspinnare. Inga underarter finns listade i Catalogue of Life.

## Bildgalleri

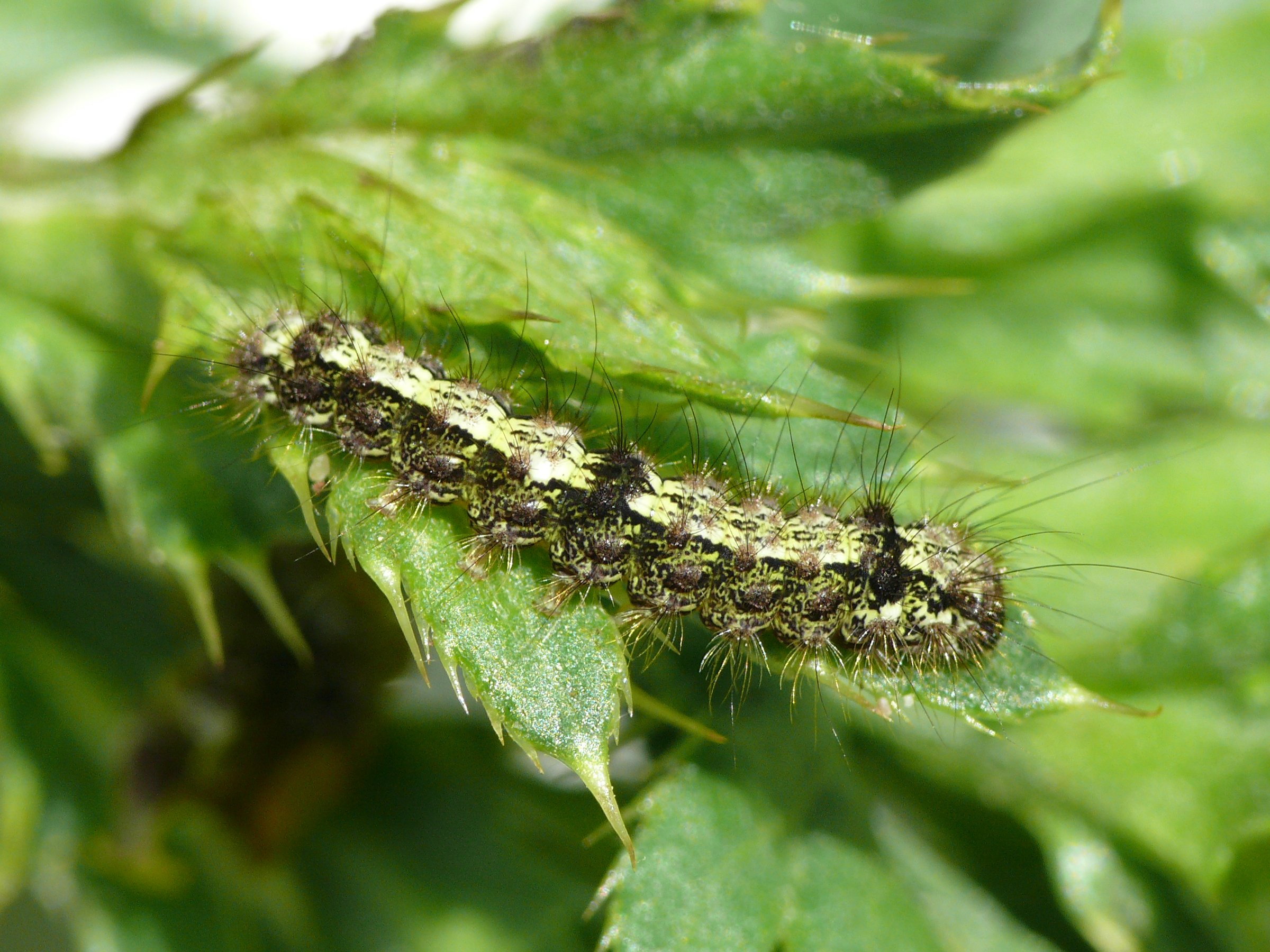
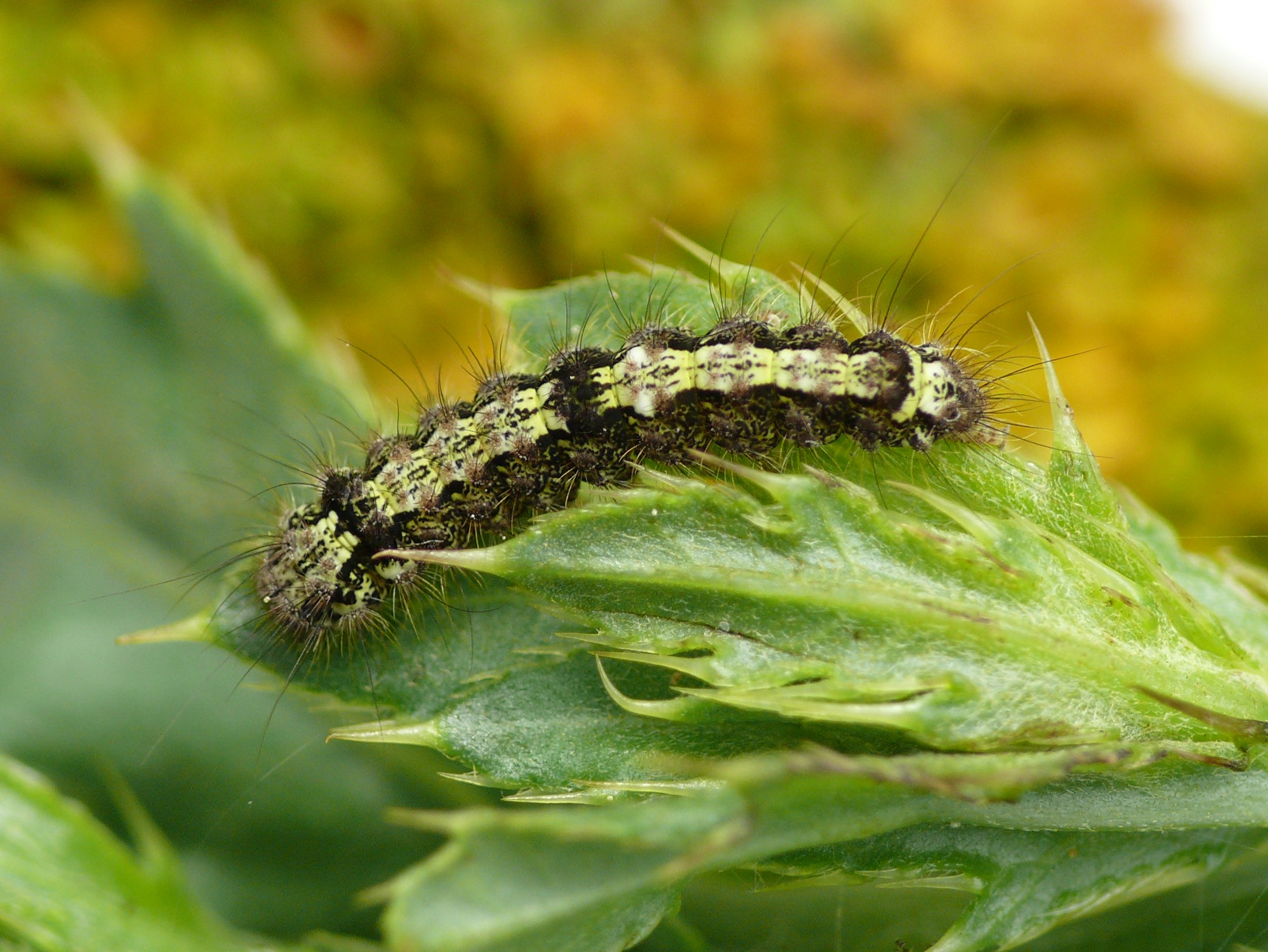
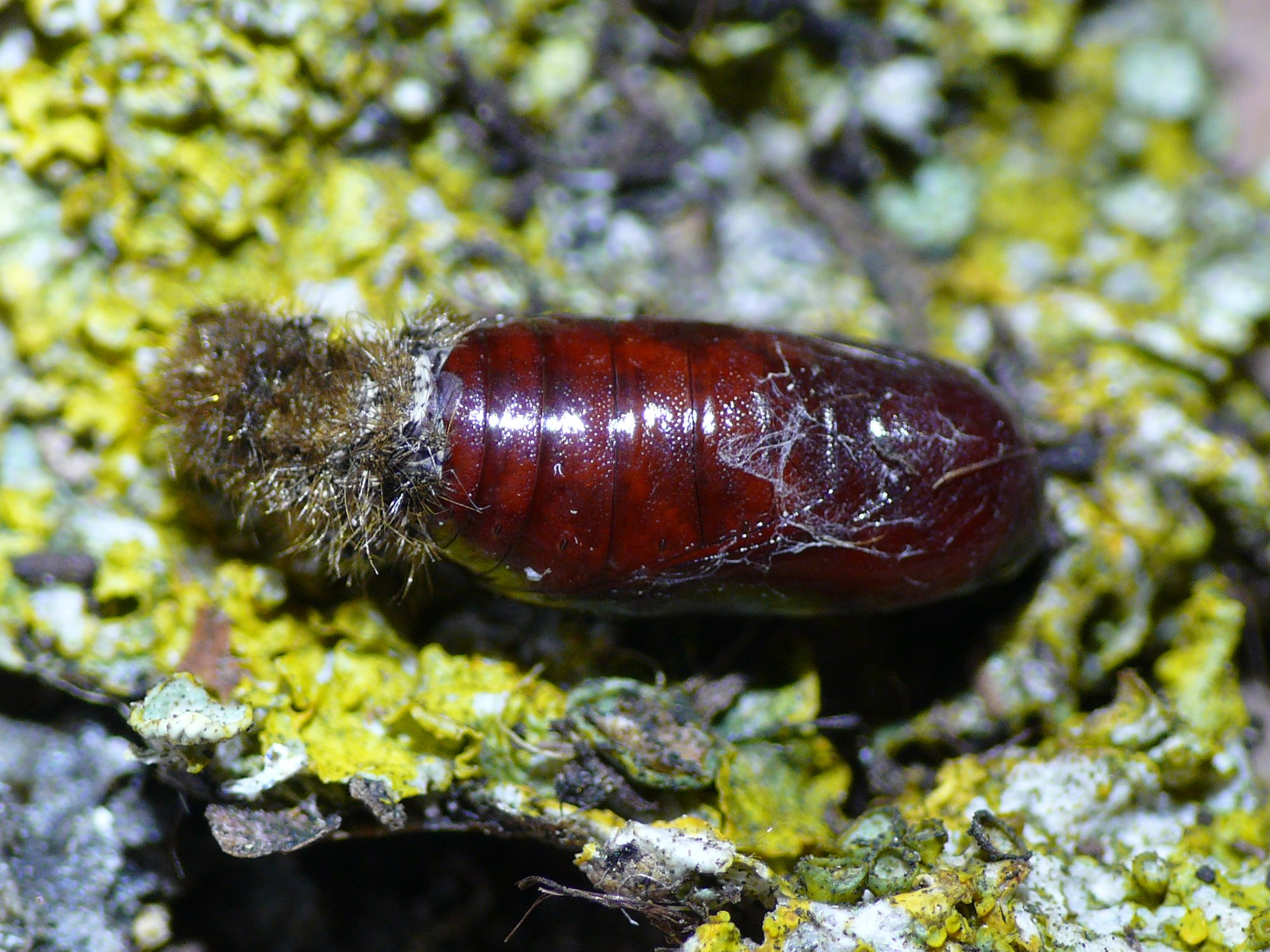
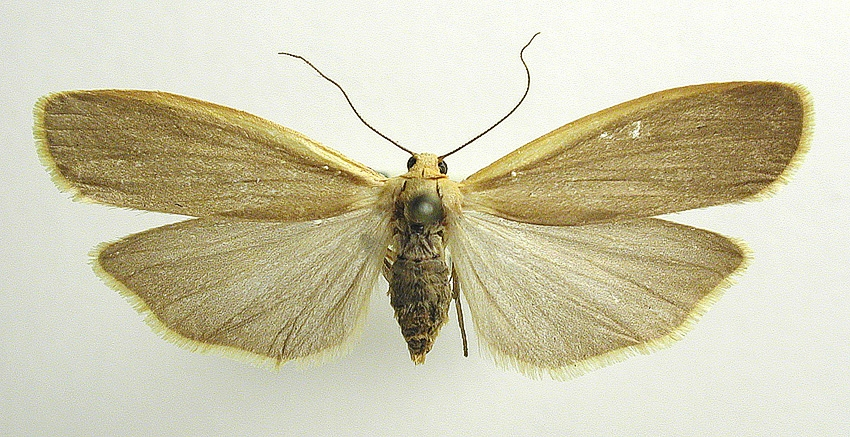
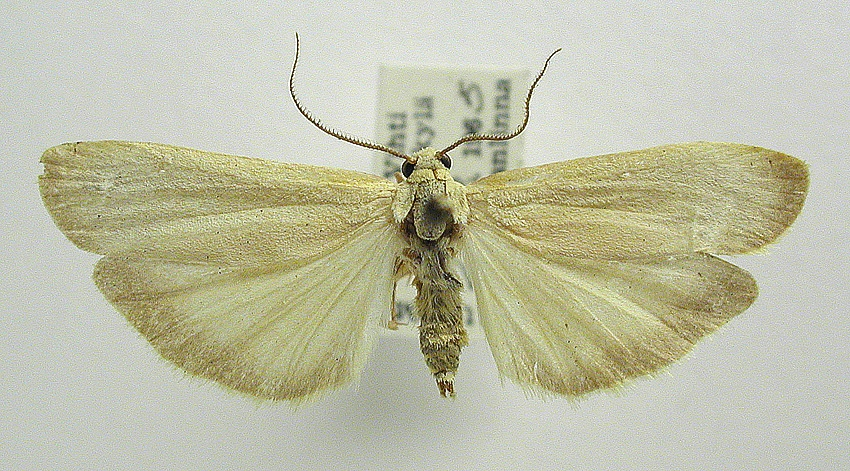
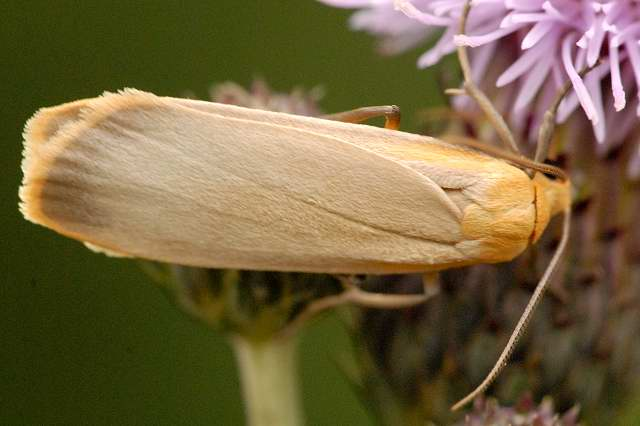